# Ichneutes senator
Ichneutes senator är en stekelart som beskrevs av Papp 1987. Ichneutes senator ingår i släktet Ichneutes och familjen bracksteklar. Inga underarter finns listade i Catalogue of Life.